# Siekierz

Herb Siekierz

Odmiana herbu Siekierz

Siekierz – herb szlachecki.

## Opis herbu
1. W polu czerwonym strzała srebrna, żeleźcem w górę zwrócona, z krzyżen we środku. Koniec jej rozdarty na dwie części, rozchodzące się w przeciwnych stronach. W klejnocie trzy strusie pióra[1].
2. W polu czerwonem strzała z jelcami i krzyżem na środku jej, z końcem rozdartym na dwie części, z których jeden w jedną stronę wyciągniony, i na końcu w górę trochę załamany, drugi w drugą stronę takiż, na hełmie trzy pióra strusie, tak go opisuje Paproc. w Gniazdz. fol. 1192. O herb. fol. 679. Klejnoty fol. 100. okol. tom. 3. fol. 113. MS. Ks. Kojał. Nadany ten herb jednemu żołnierzowi Siekierz nazwanemu, za jego znaczną dzielność, którą w dobyciu nieprzystępnej fortecy pokazał, i niespodzianą sprawił wiktoryą. Pod tym klejnotem od wielkich książąt Litewskich nadanym, kładzie Okolski Siekierzów Zienkowiczów w województwie Mińskiem. Zienko Siekierz miał syna Wasila. Fiedor Siekierz i Bogdan ludzie rycerscy. Chwiecko Siekierz spłodził syna Siekierza Chwieckiewicza. Tegoż klejnotu w ks. Lit. zaźywają, lubo trochę odmiennego, Kimbarowie, Wołkowie i Zienkiewiczowie Cichyńscy[2].
3. SIEKIERZ – w polu czerwonym strzała srebrna żeleźcem do góry, jelcem złotym przekrzyżowana, bez opierzenia, stojąca na belce poprzecznej w obu końcach załamanej prosto do góry. Nad hełmem w koronie trzy pióra strusie. Herb rodziny Siekierzów- Zienkowiczów, w mińskiem w XVI stuleciu osiadłych jakoby nadany jej przez wielkich książąt litewskich. W istocie herb ten przedstawia kolumny litewskie, z tą różnicą, że środkowa zmieniona w strzałę przekrzyżowaną[3].

## Najwcześniejsze wzmianki
Dom w Litwie dawny SIEKIERZÓW tego herbu używają.
Byli wieku mego:
Wasil Siekierz Zienkowicz w mińskiem powiecie,
Bohdan Chwietkowicz Siekierz tamże,
Bohdan Siemionowicz mężowie wszystko znaczni.
(źródło: Herby rycerstwa polskiego przez Bartosza Paprockiego zebrane i wydane r.p. 1584. )
SIEKIERZ.
Ma być w polu czyrwonym strzała z ielcami abo krzyżem, z końcem rozdartym y nazad załamanym; w hełmie trzy pióra strusie.
Pod tym kleynotem od w.x.L. nadanym, kładzie x. Okolski Siekierzów Zienkowiczow, których tu liczę.
Zienko Siekierz, miał syna Wasila,
Wasil Siekierz Zienkiewicz,
Bogdan Siekierz 1),
Chwiecko Siekierz miał syna Bogdana Siekierza Chwieckiewicza.
Insze domy inaczey kładą załamanie rozdartey strzały, takim sposobem:
Tego kleynotu w w.x.L. vżywaią
KIMBAR
Kimbarowie w powiecie Brasławskim.
Ierzy Kimbar 1607.
Abram y Andrzey Kimbar 1632.
Gabriel Kimbar skarbny w.x.L.
WOŁK
Wołkowie w Połockim woiewodztwie.
Fiedor Wołk woyt Kiiowski 2) y Łoiowski. Bracia iego
Krysztof Wołk,
Alexander Wołk pułk. KIM.
ZIENKIEWICZ CICHINSKI
Zienkiewiczowie Cichiński w różnych powiatach.
Wasil Zienkiewicz córkę wydał za starostę x. Zmodzkiego Macieia Kłoczka.
Mikołay Zienkiewicz w Słonimskim 1528.
Fiedor Zienkiewicz 1570 odprawował poselstwo do stolice od senatu w.x.L.
Ierzy Zienkiewicz Cichinski ziem. Rzeczyckj.
Iwan Zienkiewicz chorąży Rzeczyckj.
Wasil Zienkiewicz sędz. ziem. Vpitskj 1609.
Paweł Zienkiewicz sędzia ziemskj Vpitskj 1648.
1) Tu następuje wyraz "Zienkiewicz" przekreślony.
2) Można czytać i Kiiemski
SIEKIERZ v. SIEKIERZYŃSKI ob. CHWIETKOWICZ h. SIEKIERZ, 1580
Siekierzyszki oszmiański (Pp., Kpt., Mał., Ns., Br.).

## Herbowni
Bienicki (odm.), Burzecki (odm.), Chwetkowicz, Chwietkowicz, Cichiński (odm.), Cichyński (odm.), Fenikowski, Kimbar (odm.), Kombar, Kuczek, Leszczełowski, Leszczeński, Norucki, Perehorski, Peretruski, Rzeszowski, Siekierz, Siła, Skibiński, Szykier, Wołk (odm.), Zienkiewicz, Zienkiewicz – Cichyński (odm.), Zienkowicz,